# Stefan Johansson
Stefan Nils Edwin Johansson (Växjö, 8 de setembro de 1956), conhecido apenas por Stefan Johansson, é um automobilista sueco.
Desde que saiu da Fórmula 1 em 1991, já correu em várias outras categorias, incluindo a extinta CART, vários tipos de corridas com carros esportivos e o Grand Prix Masters, última competição de monopostos que disputou. É também empresário dos pilotos Scott Dixon, Zachary Claman DeMelo, Ed Jones e Felix Rosenqvist.

## Carreira na Fórmula 1

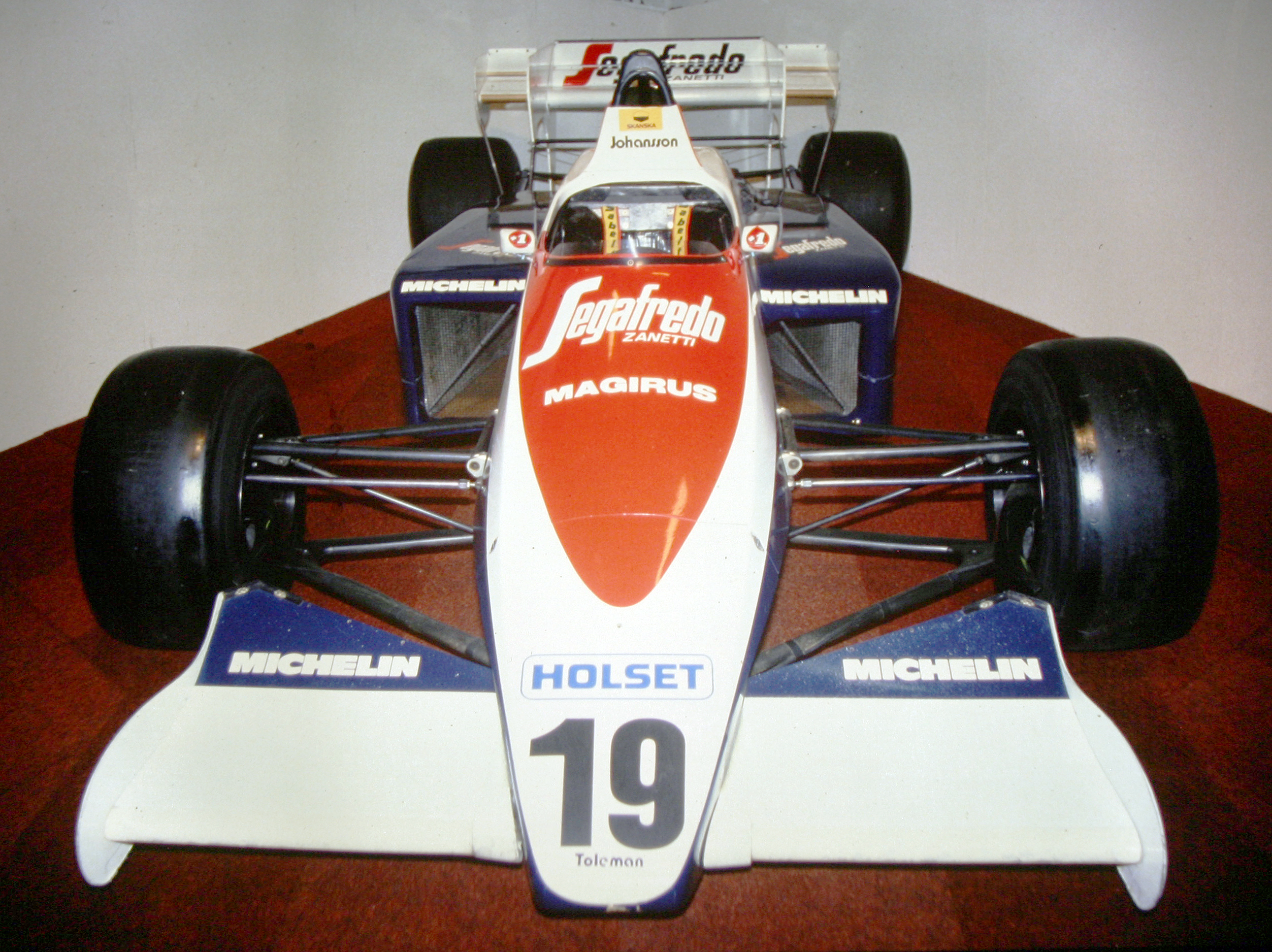
O Toleman TG184, carro pilotado por Johansson nas últimas três provas de 1984.

A entrada de Johansson na Fórmula 1 foi via Campeonato Britânico de Fórmula 3, vencido por ele em 1980, pilotando pela equipe Project Four, de Ron Dennis (futuro chefe de equipe da McLaren).
Pela F-1, participou de 103 corridas (largou em 79), estreando em 13 de janeiro de 1980 pela equipe Shadow, quando ele ainda estava na Fórmula 3. Teve duas chances na temporada (Argentina e Brasil), mas não se classificou para o grid em ambas; e poderia se dizer que a sua real estreia na categoria aconteceu em 1983, após um curta passagem pela Fórmula 2. A reestreia ocorreu pela equipe Spirit, equipada com motores Honda, que voltava à categoria após 15 anos de ausência. Juntou-se à equipe Tyrrell em 1984, em substituição ao piloto inglês Martin Brundle, que se recuperava de um acidente, mas o time seria desclassificado da temporada por conta de irregularidades, e isso fez Johansson disputar três provas pela Toleman, chegando a pontuar pela primeira vez na carreira com os 3 pontos do 4º lugar no GP da Itália, em Monza. Seu desempenho chamou a atenção da Ferrari, que, em 1985, o contratou para ocupar o lugar do francês René Arnoux, que saiu misteriosamente da Scuderia a partir da segunda etapa, o GP de Portugal. Ele, porém, já tinha assinado com a Toleman para disputar a temporada, entretanto a falta de pneus obrigou o time a pular as 3 primeiras corridas.
Esteve prestes a vencer o GP de San Marino, mas faltando três voltas, abandonou com falta de combustível. Ainda assim, terminou em 6º lugar, por ter completado mais de 90% da corrida. Seu papel naquele campeonato foi o de auxiliar seu companheiro de equipe, o italiano Michele Alboreto, a conquistar o vice-campeonato da competição, mas foi em 1986 que ele obteve a sua melhor classificação na F-1, ao terminar o campeonato em 5º lugar, em sua primeira temporada completa.
Em 1987, assumiu o cockpit da McLaren, substituindo o veterano finlandês Keke Rosberg como segundo piloto da equipe que tinha Alain Prost como astro principal. O francês batia Johansson constantemente nas classificações, e apesar dos pódios conseguidos na temporada, a equipe decidiu trocá-lo por Ayrton Senna, vindo da Lotus, em 1988.

## Incidente com o cervo em Österreichring
Durante o treino de sexta-feira no circuito de Österreichring, palco do GP da Áustria, Johansson atropelou um cervo que cruzava a pista. O animal morreu decapitado, e o sueco, apesar de ter quebrado uma costela logo após o McLaren MP4/3 bater forte na proteção de pneus, participou da prova, cruzando a linha de chegada em 7º lugar. Em 2015, relembrou o acidente e afirmou que "teve sorte" em sair vivo

## Declínio com a Ligier e pódio com a Onyx
Demitido da McLaren, Johansson assinou com a Ligier para a temporada de 1988, sendo companheiro de equipe de Arnoux, ironicamente seu antecessor na Ferrari. O Ligier JS31, equipado com motores Judd, não era competitivo, não pontuou em nenhuma etapa e quase sempre não conseguia se qualificar para as corridas (foram 8 não-classificações no total, seis delas com Johansson), tanto que o melhor resultado foi um 9º lugar, conquistado duas vezes (Brasil e Austrália).
A situação melhorou para ele quando, em 1989, assinou contrato para liderar a estreante equipe Onyx. O carro (Onyx ORE-1) era muito instável e quase não conseguia a qualificação, mas Stefan conseguiu uma façanha ao chegar em 3º lugar em Portugal, sendo este o último pódio dele na F-1 (e único da equipe).

## Adeus à Fórmula 1
Após não se classificar para os GP's dos Estados Unidos e do Brasil em 1990, Johansson se desentendeu com o novo proprietário da Onyx, Peter Monteverdi, e foi dispensado, não sendo lembrado por nenhuma outra equipe para seguir correndo naquele ano.
No ano seguinte, aos 34 anos, Stefan faria ainda seis corridas - duas pela AGS (não obtendo vaga novamente nas duas primeiras provas) e outras quatro pela Footwork, na qual conseguiu apenas uma vez das quatro tentativas em 1991.
Seu nome chegou a ser cogitado pela equipe Jordan para ocupar a vaga do belga Bertrand Gachot, preso após envolvimento em briga na Inglaterra, mas as negociações não surtiram efeito e após ser preterido em favor do alemão Michael Schumacher, sua carreira na F-1 estava oficialmente encerrada. Em dez temporadas, conquistou 12 pódios, mas nunca chegou a subir ao alto do pódio; tal recorde viria a ser superado pelo alemão Nick Heidfeld no GP da Malásia de 2011.

## Passagem pela CART
Em 1992, Johansson seria contratado pela equipe Bettenhausen, onde conquistou o título de Rookie of the Year (estreante do ano), obtendo dois terceiros lugares, ficando à frente de Éric Bachelart (14º lugar no campeonato, contra o 18º conquistado pelo belga). Apesar de conquistar alguns bons resultados, jamais venceu uma prova da CART. Seu melhor desempenho na categoria veio na temporada de 1994, terminando em 11º lugar. Durante esse tempo, largaria três vezes nas 500 Milhas de Indianápolis (1993 a 1995, esta última aos 38 anos, tendo sido o responsável por tirar Emerson Fittipaldi do grid).

## Envolvimento no acidente fatal de Krosnoff
Na corrida de Toronto (décima-primeira da temporada de 1996), Stefan tentava se defender dos ataques do norte-americano Jeff Krosnoff, estreante na CART. Faltando três voltas para o final da corrida um contato de roda com roda faz com que o carro de Jeff choque-se contra as barreiras, acertando uma árvore e um poste de iluminação que estavam muito próximos da pista de corrida. Krosnoff morreu instantaneamente devido aos ferimentos sofridos contra o poste. Outro envolvido na batida, o fiscal de pista Gary Avrin, faleceria logo depois. Johansson deixou a CART ao final da temporada, depois de bater e abandonar o GP de Laguna Seca, exatamente no dia em que completava 40 anos.

## Outras presenças no automobilismo

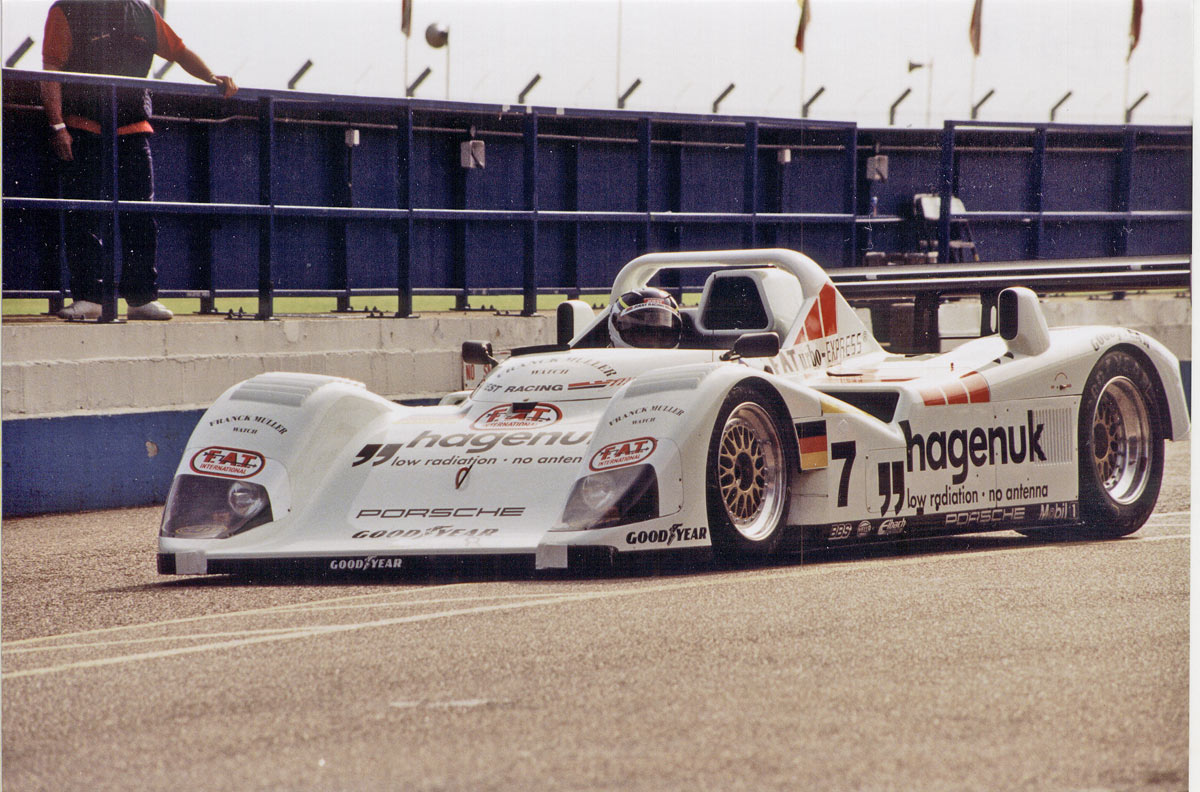
Johansson pilota o Joest Porsche WSC-95 em Donington Park, em 1997.

Depois disso, participou de corridas de carros esportes como as 24 Horas de Le Mans, onde competiria por quinze vezes. Em 1997, ele obteve as suas duas maiores vitórias, primeiro nas 12 Horas de Sebring pilotando uma Ferrari 333 SP e depois nas 24 Horas de Le Mans, pilotando um Porsche da Joest Racing, ao lado de seu ex-companheiro de equipe na Ferrari, Michele Alboreto, e do dinamarquês Tom Kristensen.
Durante 1998 e 1999, Stefan correu por várias equipes de carros esportes (como a Audi R8 Race Car em Le Mans) mas, em 2000, ele criou sua própria equipe, a Johansson-Matthews, juntamente com Jim Matthews, um empresário estadunidense. Eles competiram na American Le Mans Series utilizando um protótipo Reynard 2KQ. Infelizmente, este não foi um veículo de sucesso em sua forma original (apesar de mais tarde ele ter-se transformado em vários outros carros de sucesso como o Zytek em que ele correu mais tarde) e a sociedade se desfez.
Em 2001, teve a sorte de realizar a campanha do protótipo do Audi R8 com o patrocínio da Gulf Oil e a assistência da equipe Arena de Mike Earle. Naquele ano ele correu na European Le Mans Series, a ALMS e em Le Mans. Seus co-pilotos foram o inglês Guy Smith e o francês Patrick Lemarié.
Em 2002, pilotou novamente um Audi R8. Seu co-piloto era o ex-piloto de Fórmula 1 Johnny Herbert, competindo na ALMS. No ano seguinte, retornou à CART, agora como proprietário de uma equipe, a American Spirit Team Johansson, que tinha como pilotos dois norte-americanos: o experiente Jimmy Vasser (campeão da CART em 1996) e o estreante Ryan Hunter-Reay (campeão da IndyCar Series em 2012). Esta foi uma das muitas novas equipes da temporada de 2003 na CART; ironicamente, a equipe Conquest, que tinha Éric Bachelart (também ex-piloto) no comando, era a outra (esta, vinda da IRL).
Em 2006, Johansson fez algumas aparições ocasionais na Grand-Am pelas equipes Cheever e CITGO e continuou a associação com os trabalhos da equipe Zytek na Le Mans European Series. No ano seguinte, competiu pela equipe Highcroft Racing Courage-Acura na classe LMP2 da American Le Mans Series, junto com o australiano David Brabham. Após quatro anos fora de Le Mans, voltou a correr a famosa prova de longa duração, desta vez pela equipe Gulf Racing Middle East, juntamente com os franceses Fabien Giroix e Ludovic Badey, mas não conseguiu terminá-la. Suas últimas corridas foram disputadas em 2017, quando participou do Pirelli World Challenge pilotando uma Ferrari 458 GT3 da Scuderia Corsa.
Fora das corridas, Stefan (que também correu na GP Masters e na Speedcar) tem vários negócios de especulação comercial e é também considerado um artista - é particularmente conhecido por seus desenhos de relógios.

## Resultados de Stefan Johansson na Fórmula 1[3]
(legenda)
| Ano  | Equipe                            | Chassis        | Motor                    | 1         | 2         | 3         | 4         | 5         | 6         | 7         | 8         | 9         | 10        | 11        | 12        | 13        | 14        | 15        | 16        | Pontos | Posição  |
| ---- | --------------------------------- | -------------- | ------------------------ | --------- | --------- | --------- | --------- | --------- | --------- | --------- | --------- | --------- | --------- | --------- | --------- | --------- | --------- | --------- | --------- | ------ | -------- |
| 1980 | Shadow Cars                       | Shadow DN11    | Ford Cosworth DFV V8     | ARG NQ G  | BRA NQ G  | RSA       | USW       | BEL       | MON       | FRA       | GBR       | GER       | AUT       | NED       | ITA       | CAN       | USA       |           |           | -      | NC       |
| 1983 | Spirit Racing                     | Spirit 201     | Honda RA163E V6 Turbo    | BRA       | USW       | FRA       | SMR       | MON       | BEL       | USE       | CAN       | GBR Ret G |           | AUT 12º G |           | ITA Ret G | EUR 14º G | RSA       |           | 0      | NC (25º) |
| 1983 | Spirit Racing                     | Spirit 201C    | Honda RA163E V6 Turbo    |           |           |           |           |           |           |           |           |           | ALE Ret G |           | HOL 7º G  |           |           |           |           | 0      | NC (25º) |
| 1984 | Tyrrell Racing Organisation       | Tyrrell 012    | Ford Cosworth DFY V8     | BRA       | RSA       | BEL       | SMR       | FRA       | MON       | CAN       | USE       | DAL       | ING DSQ G | ALE DSQ G | AUT NQ G  | HOL DSQ G |           |           |           | 3      | 17º      |
| 1984 | Toleman Group Motorsport          | Toleman TG184  | Hart 415T L4 Turbo       |           |           |           |           |           |           |           |           |           |           |           |           |           | ITA 4º M  | EUR Ret M | POR 11º M | 3      | 17º      |
| 1985 | Tyrrell Racing Organisation       | Tyrrell 012    | Ford Cosworth DFY V8     | BRA 7º G  |           |           |           |           |           |           |           |           |           |           |           |           |           |           |           | 26     | 7º       |
| 1985 | Scuderia Ferrari SpA SEFAC        | Ferrari 156/85 | Ferrari 031 V6 Turbo     |           | POR 8º G  | SMR 6º G  | MON Ret G | CAN 2º G  | EUA 2º G  | FRA 4º G  | GBR Ret G | ALE 9º G  | AUT 4º G  | HOL Ret G | ITA 5º G  | BEL Ret G | EUR Ret G | AFS 4º G  | AUS 5º G  | 26     | 7º       |
| 1986 | Scuderia Ferrari SpA SEFAC        | Ferrari F1/86  | Ferrari 032 V6 Turbo     | BRA Ret G | ESP Ret G | SMR 4º G  | MON 10º G | BEL 3º G  | CAN Ret G | EUA Ret G | FRA Ret G | GBR Ret G | ALE 11º G | HUN 4º G  | AUT 3º G  | ITA 3º G  | POR 6º G  | MEX 12º G | AUS 3º G  | 23     | 5º       |
| 1987 | Marlboro McLaren International    | McLaren MP4/3  | TAG-Porsche P01 V6 Turbo | BRA 3º G  | SMR 4º G  | BEL 2º G  | MON Ret G | EUA 7º G  | FRA 8º G  | GBR Ret G | ALE 2º G  | HUN Ret G | AUT 7º G  | ITA 6º G  | POR 5º G  | ESP 3º G  | MEX Ret G | JAP 3º G  | AUS Ret G | 30     | 6º       |
| 1988 | Ligier Loto                       | Ligier JS31    | Judd CV V8               | BRA 9º G  | SMR NQ G  | MON Ret G | MEX 10º G | CAN Ret G | EUA Ret G | FRA NQ G  | GBR NQ G  | ALE NQ G  | HUN Ret G | BEL 11º G | ITA NQ G  | POR Ret G | ESP Ret G | JAP NQ G  | AUS 9º G  | 0      | NC (25º) |
| 1989 | Moneytron Onyx Formula One        | Onyx ORE-1     | Ford Cosworth DFR V8     | BRA NPQ G | SMR NPQ G | MON NPQ G | MEX Ret G | EUA Ret G | CAN DSQ G | FRA 5º G  | GBR NPQ G | ALE Ret G | HUN Ret G | BEL 8º G  | ITA NPQ G | POR 3º G  | ESP NPQ G | JAP NPQ G | AUS NPQ G | 6      | 12º      |
| 1990 | Moneytron Onyx Formula One        | Onyx ORE-1     | Ford Cosworth DFR V8     | EUA NQ G  | BRA NQ G  | SMR       | MON       | CAN       | MEX       | FRA       | GBR       | GER       | HUN       | BEL       | ITA       | POR       | ESP       | JAP       | AUS       | -      | NC       |
| 1991 | AGS Racing                        | AGS JH25       | Ford Cosworth DFR V8     | EUA NQ G  | BRA NQ G  | SMR       | MON       |           |           |           |           |           |           |           |           |           |           |           |           | 0      | NC (36º) |
| 1991 | Footwork Grand Prix International | Footwork FA12C | Ford Cosworth DFR V8     |           |           |           |           |           |           | FRA NQ G  | GBR NQ G  | ALE       | HUN       | BEL       | ITA       | POR       | ESP       | JAP       | AUS       | 0      | NC (36º) |
| 1991 | Footwork Grand Prix International | Footwork FA12  | Porsche 3512 V12         |           |           |           |           | CAN Ret G | MEX NQ G  |           |           |           |           |           |           |           |           |           |           | 0      | NC (36º) |

## 24 Horas de Le Mans[4]
| Ano  | Equipe                          | Nº  | Co-Pilotos                               | Chassi                              | Pneus | Classe | Voltas | Posição | Posição Na Categoria |
| Ano  | Equipe                          | Nº  | Co-Pilotos                               | Motor                               | Pneus | Classe | Voltas | Posição | Posição Na Categoria |
| ---- | ------------------------------- | --- | ---------------------------------------- | ----------------------------------- | ----- | ------ | ------ | ------- | -------------------- |
| 1983 | Sorga S.A. / Joest Racing       | 8   | Klaus Ludwig Bob Wollek                  | Porsche 956                         | D     | C      | 354    | 6º      | 6º                   |
| 1983 | Sorga S.A. / Joest Racing       | 8   | Klaus Ludwig Bob Wollek                  | Porsche Type-935 2.6L Turbo Flat-6  | D     | C      | 354    | 6º      | 6º                   |
| 1984 | New-Man Joest Racing            | 8   | Jean-Louis Schlesser Mauricio De Narváez | Porsche 956                         | D     | C1     | 170    | DNF     | DNF                  |
| 1984 | New-Man Joest Racing            | 8   | Jean-Louis Schlesser Mauricio De Narváez | Porsche Type-935 2.6 L Turbo Flat-6 | D     | C1     | 170    | DNF     | DNF                  |
| 1990 | Mazdaspeed Co. Ltd.             | 201 | Dave Kennedy Pierre Dieudonné            | Mazda 787                           | D     | GTP    | 147    | DNF     | DNF                  |
| 1990 | Mazdaspeed Co. Ltd.             | 201 | Dave Kennedy Pierre Dieudonné            | Mazda R26B 2.6L 4-Rotor             | D     | GTP    | 147    | DNF     | DNF                  |
| 1991 | Mazdaspeed Co. Ltd. Oreca       | 18  | Dave Kennedy Maurizio Sala               | Mazda 787B                          | D     | C2     | 355    | 6º      | 6º                   |
| 1991 | Mazdaspeed Co. Ltd. Oreca       | 18  | Dave Kennedy Maurizio Sala               | Mazda R26B 2.6L 4-Rotor             | D     | C2     | 355    | 6º      | 6º                   |
| 1992 | Trust Racing Team               | 35  | George Fouché Steven Andskär             | Toyota 92C-V                        | D     | C2     | 336    | 5º      | 1º                   |
| 1992 | Trust Racing Team               | 35  | George Fouché Steven Andskär             | Toyota R36V 3.6L Turbo V8           | D     | C2     | 336    | 5º      | 1º                   |
| 1997 | Joest Racing                    | 7   | Michele Alboreto Tom Kristensen          | TWR Porsche WSC-95                  | G     | LMP    | 361    | 1º      | 1º                   |
| 1997 | Joest Racing                    | 7   | Michele Alboreto Tom Kristensen          | Porsche Type-935 3.0L Turbo Flat-6  | G     | LMP    | 361    | 1º      | 1º                   |
| 1998 | Porsche AG Joest Racing         | 7   | Michele Alboreto Yannick Dalmas          | Porsche LMP1-98                     | G     | LMP1   | 107    | DNF     | DNF                  |
| 1998 | Porsche AG Joest Racing         | 7   | Michele Alboreto Yannick Dalmas          | Porsche Type-935 3.2L Turbo Flat-6  | G     | LMP1   | 107    | DNF     | DNF                  |
| 1999 | Audi Sport UK Ltd.              | 9   | Stéphane Ortelli Christian Abt           | Audi R8C                            | M     | LMGTP  | 55     | DNF     | DNF                  |
| 1999 | Audi Sport UK Ltd.              | 9   | Stéphane Ortelli Christian Abt           | Audi 3.6L Turbo V8                  | M     | LMGTP  | 55     | DNF     | DNF                  |
| 2000 | Johansson-Matthews Racing       | 24  | Guy Smith Jim Matthews                   | Reynard 2KQ-LM                      | Y     | LMP900 | 133    | DNF     | DNF                  |
| 2000 | Johansson-Matthews Racing       | 24  | Guy Smith Jim Matthews                   | Judd GV4 4.0L V10                   | Y     | LMP900 | 133    | DNF     | DNF                  |
| 2001 | Johansson Motorsport            | 4   | Tom Coronel Patrick Lemarié              | Audi R8                             | M     | LMP900 | 35     | DNF     | DNF                  |
| 2001 | Johansson Motorsport            | 4   | Tom Coronel Patrick Lemarié              | Audi 3.6L Turbo V8                  | M     | LMP900 | 35     | DNF     | DNF                  |
| 2003 | Champion Racing                 | 6   | JJ Lehto Emanuele Pirro                  | Audi R8                             | M     | LMP900 | 372    | 3º      | 1º                   |
| 2003 | Champion Racing                 | 6   | JJ Lehto Emanuele Pirro                  | Audi 3.6L Turbo V8                  | M     | LMP900 | 372    | 3º      | 1º                   |
| 2006 | Racing for Holland              | 14  | Jan Lammers Alex Yoong                   | Dome S101Hb                         | D     | LMP1   | 182    | DNF     | DNF                  |
| 2006 | Racing for Holland              | 14  | Jan Lammers Alex Yoong                   | Judd GV5 5.0L V10                   | D     | LMP1   | 182    | DNF     | DNF                  |
| 2007 | Courage Compétition             | 13  | Jean-Marc Gounon Guillaume Moreau        | Courage LC70                        | M     | LMP1   | 175    | DNF     | DNF                  |
| 2007 | Courage Compétition             | 13  | Jean-Marc Gounon Guillaume Moreau        | AER P32T 3.6L Turbo V8              | M     | LMP1   | 175    | DNF     | DNF                  |
| 2007 | Arena Motorsports International | 10  | Hayanari Shimoda Tom Chilton             | Zytek 07S                           | M     | LMP1   | -      | NQ      | NQ                   |
| 2007 | Arena Motorsports International | 10  | Hayanari Shimoda Tom Chilton             | Zytek 2ZG408 4.0L V8                | M     | LMP1   | -      | NQ      | NQ                   |
| 2008 | Epsilon Euskadi                 | 21  | Shinji Nakano Jean-Marc Gounon           | Epsilon Euskadi EE1                 | M     | LMP1   | 158    | DNF     | DNF                  |
| 2008 | Epsilon Euskadi                 | 21  | Shinji Nakano Jean-Marc Gounon           | Judd GV5.5 S2 5.5 L V10             | M     | LMP1   | 158    | DNF     | DNF                  |
| 2012 | Gulf Racing Middle East         | 28  | Fabien Giroix Ludovic Badey              | Lola B12/80                         | D     | LMP2   | 92     | DNF     | DNF                  |
| 2012 | Gulf Racing Middle East         | 28  | Fabien Giroix Ludovic Badey              | Nissan VK45DE 4.5 L V8              | D     | LMP2   | 92     | DNF     | DNF                  |